# Euplectes franciscanus
El obispo anaranjado (Euplectes franciscanus) es una especie de ave paseriforme de la familia Ploceidae que vive en el norte del África subsahariana. En el pasado fue considerado una subespecie del obispo rojo (Euplectes orix) que vive en la mitad sur de África, aunque actualmente se clasifican como especies separadas.

## Descripción

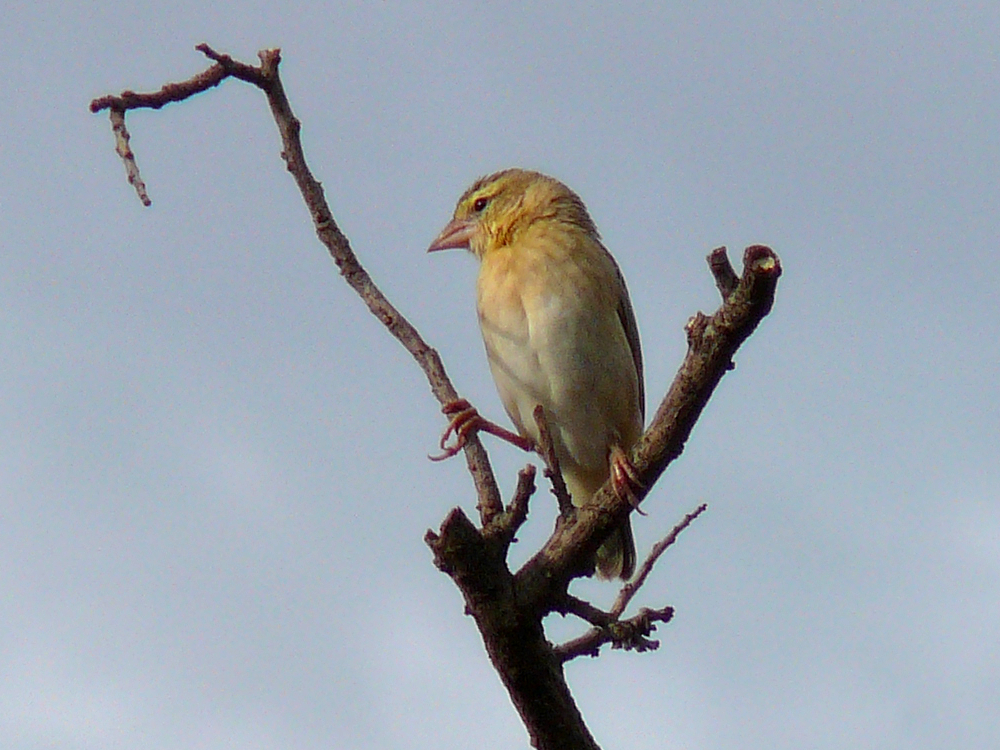
Hembra.

El obispo anaranjado mide 13–15 cm de largo. El plumaje de nupcial del macho es principalmente de color anaranjado rojizo, excepto su cara y vientre que son negros, y sus alas y cola pardos. Su pico es cónico, robusto y de color negro. Los machos fuera de la época reproductiva son de color amarillo claro que se difumina hasta blanco en el vientre y veteados en pardo por encima, y tienen una lista superciliar de color crema. Las hembras tienen este aspecto aunque son más pequeñas. Los inmaduros tienen los bordes claros de las plumas de vuelo más anchos.

## Distribución y hábitat
Es una especie sedentaria que se encuentra en la franja limitada al sur por el desierto del Sahara y al norte del ecuador. Ha sido introducido en Puerto Rico, Martinica y Guadelupe. 
Ocupa un amplio espectro de hábitats abiertos, con preferencia por los herbazales de hierba alta y cercanos al agua.

## Comportamiento
El obispo anaranjado es un ave gregaria que se alimenta principalmente de semillas y algunos insectos mientras continuamente emite llamadas agudas que suenan como tsip.
La exhibición nupcial de los machos consiste en cantos agudos desde la hierba alta mientras ahuecan sus plumas o se ciernen sobrevolando la hierba. Construye nidos esféricos con hierbas trenzadas. Suelen poner de 2 a 4 huevos.